# Spasskij rajon (Territorio del Litorale)
Lo Spasskij rajon (in russo Спасский район?) è un rajon (distretto) della parte occidentale del Territorio del Litorale, in Russia. Il capoluogo è Spassk-Dal'nij.
A nord-ovest confina con la Cina; il lato occidentale è bagnato dal lago Chanka. A est e nord-est confina con il rajon Kirovskij e Jakovlevskij., mentre a sud con i rajon Anučinskij e il Černigovskij.
Il clima è caldo d'estate con piogge abbondanti, mentre in inverno la zona è sotto l'influenza dell'anticiclone russo-siberiano.